# Издаја (филм из 2018)
Издаја (енгл. Red Sparrow) амерички је филмски трилер из 2018. године. Режију потписује Франсис Лоренс, по сценарију Џастина Хејда. Темељи се на истоименом роману Џејсона Метјуза из 2013. године. Главне улоге тумаче Џенифер Лоренс, Џоел Еџертон, Матјас Схунартс и Џереми Ајронс. Прати жену која ради као руски обавештајц, која је послата да ступи у контакт са официром Ције у нади да ће открити идентитет кртице.
Премијерно је приказан 15. фебруара 2018. године у Вашингтону, док је 2. марта пуштен у биоскопе у САД, односно 1. марта у Србији. Зарадио је 151 милион долара широм света, остваривши умерени комерцијални успех. Добио је помешане рецензије критичара, који су изјавили да има „више стила него суштине”, те критиковаоли дуго трајање и претерано ослањање на графичко насиље и секс, док је глума Лоренсове добила похвале.

## Радња
Смештен у модерној Русији, прати оперативца Доминику Јегорову (Џенифер Лоренс). Она добија наређење да, мимо њене воље, постане „врабац”, односно обучена заводница на задатаку и да прати младог Ција агента Натанијела Неша, који је добио улогу да истражи руски обавештајни систем. Између њих двоје се јавља привлачност, али се емотивном везом излажу великом ризику. До још једног преокрета долази када и њу ангажује Ција да открије издајника на високом нивоу у Вашингтону.

## Улоге
| Глумац           | Улога                               |
| ---------------- | ----------------------------------- |
| Џенифер Лоренс   | Доминика Јегорова                   |
| Џоел Еџертон     | Нејт Неш                            |
| Матјас Схунартс  | Иван Владимирович Јегоров           |
| Шарлот Ремплинг  | Матрон                              |
| Мери-Луиз Паркер | Стефани Баучер                      |
| Киран Хајндс     | пуковник Захаров                    |
| Џоели Ричардсон  | Нина Јегорова                       |
| Бил Камп         | Марти Гејбл                         |
| Џереми Ајронс    | генерал Владимир Андрејевич Корчној |
| Текла Ројтен     | Марта Јаленова                      |
| Даглас Хоџ       | Максим Волоњтов                     |
| Сакина Џафри     | Триш Форсајт                        |
| Сергеј Полуњин   | Константин                          |
| Саша Фролова     | Ања                                 |
| Себастијан Хулк  | Сергеј Маторин                      |
| Кристоф Конрад   | Дмитриј Устинов                     |
| Хју Кварши       | Сајмон Бенфорд                      |